# Rimasterizzazione
Per rimasterizzazione o remastering si intende una tecnica di manipolazione audio avente il compito di migliorare la resa sonora di un brano musicale già precedentemente masterizzato.
Questa tecnica si può utilizzare indifferentemente su vecchie produzioni musicali, particolarmente deteriorate dal tempo, o su nuove incisioni, per migliorarne il suono.
Diversamente dall'operazione di mastering, la rimasterizzazione può essere mirata ad interventi di recupero delle qualità sonore di un brano particolarmente rovinato o scadente. In questo caso l'operazione viene chiamata restauro.
Con il termine rimasterizzazione si possono anche indicare processi di miglioramento della qualità di un'immagine o progetti atti a modernizzare prodotti videoludici per adattarli alle risoluzioni moderne ed ai nuovi dispositivi.

## Storia
Con la nascita di supporti quali dischi in vinile e cassette audio, la produzione di grandi quantità di copie di un album ha reso necessaria la nascita di studi di registrazione particolarmente equipaggiati e costosi. Ciononostante le strumentazioni disponibili a partire dagli anni 1950 non consentivano il raggiungimento di un'assoluta fedeltà del suono, complici le qualità sonore delle riprese, dei microfoni e dei nastri di registrazione disponibili all'epoca; molte sessioni musicali dell'immediato dopoguerra risultano oggi sonicamente scadenti, con medie frequenze accentuate, scarsa dinamica, fruscio, click ed altri rumori di fondo. Lo stesso processo di masterizzazione, spesso, era assente, e lasciava questo importante compito al fonico di missaggio.
La rimasterizzazione nasce nel 1988 per recuperare e far emergere la migliore qualità sonora di una sorgente rovinata, vecchia o di scarsa qualità.
Negli ultimi anni questa pratica si è estesa a produzioni più recenti, per migliorarne la già buona qualità sonora, grazie all'utilizzo di tecniche moderne, spesso digitali, non ancora disponibili al momento dell'uscita dell'album.
Spesso il processo di remastering è stato utilizzato anche sulle tracce sonore di vecchie pellicole cinematografiche, migliorandone i dialoghi o la resa musicale, o trasformandole nello standard multicanale utilizzato in home-theater.

## Tecniche di remastering
Le tecniche e le metodologie di lavoro informatico si differenziano molto in base alla sorgente che si viene a trattare.
Nel caso di vecchie registrazioni, logorate dal tempo e di scarsa qualità alla fonte, si opera con:
- eliminazione di click e glitches
- soppressione del fruscio e/o del rumore di fondo (ad esempio un ronzio di rete a 50/60 Hz o il rumore del motore del registratore a bobine)
- eliminazione delle sibilanti dai dialoghi o dal canto
- equalizzazione del brano e ricerca di un'uniformità in tutti i brani dell'album
- espansione o compressione dinamica
- finalizzazione del prodotto per la stampa seguendo le linee guida del mastering

Nel caso di registrazioni moderne o di recente produzione, ma considerate "migliorabili" dal punto di vista sonoro, si opera con:
- equalizzazione del brano e ricerca di un'uniformità in tutti i brani dell'album
- espansione o compressione dinamica secondo metodologie nuove e spesso molto costose
- finalizzazione del prodotto per la stampa seguendo le linee guida del mastering

Nel recupero di vecchi nastri e vinili il lavoro di remastering ha creato dei veri capolavori, ringiovanendo registrazioni vecchie anche di mezzo secolo, grazie ad un vero e proprio processo artistico di restauro audio. Alcuni esempi sono le registrazioni (spesso radiofoniche) del pianista tedesco Walter Gieseking, recentemente rimasterizzate proprio dalla EMI Classics o le interpretazioni di metà secolo di Maria Callas.
Il remastering si occupa anche di trasformare il supporto originale in uno standard digitale a 24 bit, con frequenze di campionamento pari a quelle del compact disc o superiori, come nel caso dell'SACD o del DVD-Audio.
La trasformazione può anche riguardare il passaggio dal monofonico allo (pseudo)stereofonico, o dallo stereo al multicanale. Un esempio su tutti è stata la rimasterizzazione in formato CD e SACD di The Dark Side of the Moon dei Pink Floyd.

## In altri media
Nei videogiochi la rimasterizzazione consiste di solito, nel supporto di nuove console e sistemi operativi moderni, con grafica, risoluzione video e interfaccia migliorata e modernizzata e supporto a varie periferiche moderne che al momento del rilascio originale probabilmente non erano presenti o non supportate, oltre che a un miglioramento audiovisivo dei video e dei suoni del gioco originale.

## Problemi del remastering
In campo audio non esiste uno standard che precisi "quanto forte deve suonare un brano" o "quale intensità sonora media" debba avere. Ne consegue che ogni processo di mastering e remastering arriva ad un risultato finale assolutamente individuale, dipendente da:
- formato e qualità del prodotto originale
- tecnologie utilizzate nel processo
- esperienza e gusti personali del fonico
- esperienza e gusti personali del produttore